# Leandro di Porcia
Leandro di Porcia (al secolo Egidio; Porcia, 22 dicembre 1673 – Roma, 2 giugno 1740) è stato un cardinale e vescovo cattolico italiano.

## Biografia
Apparteneva alla famiglia Porcia che aveva in feudo l'omonimo centro del Friuli per conto della Repubblica di Venezia. Era il figlio del conte Fulvio di Porcia e Laura di Maniago. Nipote da parte di madre del cardinale Leandro Colloredo, fu professore di teologia nell'abbazia di Santa Giustina di Padova e nel monastero di San Callisto a Roma.
Fu nominato vescovo di Bergamo il 12 aprile 1728, ma non prese mai possesso della sua diocesi. Il 30 aprile 1728 fu creato cardinale da papa Benedetto XIII e il 10 maggio ricevette il titolo cardinalizio di San Girolamo degli Schiavoni; successivamente optò per quello di San Callisto. Il 18 novembre 1730 rassegnò le dimissioni da vescovo di Bergamo.
Partecipò al conclave del 1730 che elesse papa Clemente XII. Fu camerlengo del Collegio cardinalizio dal 27 febbraio 1736 fino all'11 febbraio 1737.
Si ritirò dal conclave del 1740 il 10 maggio, per poi morire il 2 giugno durante la sede vacante.

## Genealogia episcopale e successione apostolica
La genealogia episcopale è:
- Cardinale Scipione Rebiba
- Cardinale Giulio Antonio Santori
- Cardinale Girolamo Bernerio, O.P.
- Arcivescovo Galeazzo Sanvitale
- Cardinale Ludovico Ludovisi
- Cardinale Luigi Caetani
- Cardinale Ulderico Carpegna
- Cardinale Paluzzo Paluzzi Altieri degli Albertoni
- Papa Benedetto XIII
- Cardinale Leandro di Porcia, O.S.B.Cas.

La successione apostolica è:
- Vescovo Antonio Redetti (1730)
- Arcivescovo Fabio di Colloredo, C.O. (1731)
- Vescovo Guido Orselli (1734)
- Vescovo Giulio Capece Scondito (1735)